# Émile Haug

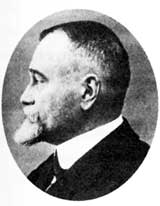
Émile Haug

Gustave Émile Haug (* 19. Juni 1861 in Drusenheim, Département Bas-Rhin; † 28. August 1927 in Niederbronn) war ein französischer Geologe und Paläontologe.

## Leben und Wirken
Haug sammelte schon seit seiner Jugend Fossilien. Er besuchte das protestantische Gymnasium im damals zum deutschen Kaiserreich gehörenden Straßburg und studierte an der Universität Straßburg Geologie und Paläontologie bei Ernst Wilhelm Benecke, bei dem er über Ammoniten der Gattung Harpoceras 1884 promoviert wurde. Ab 1885 arbeitete Haug als Präparator am Geologischen und Paläontologischen Institut der Universität.
Als Gegner der Annexion an das deutsche Reich ging er 1887 nach Frankreich, wo er erneut einen Lizenziats-Abschluss machte, 1888 ins Labor für Geologie der Sorbonne bei Edmond Hébert eintrat und dort 1891 erneut promoviert wurde, mit einer Arbeit über die subalpinen Ketten zwischen Gap und Digne. Er wurde Maître de conférences an der Sorbonne und ab 1900 als Nachfolger von Ernest Munier-Chalmas (1843–1903) Professor. 1902 wurde er Präsident der Société géologique de France.
Haug befasste sich insbesondere mit der Geologie und Tektonik der Westalpen und erweiterte die Geosynklinaltheorie der Gebirgsbildung (zum Beispiel der Alpen). Er kartografierte zum Beispiel in der Gegend von Toulon (Geologische Karte 1:50.000).
Er war seit 1917 Mitglied der Académie des sciences als Nachfolger von Alfred Lacroix. Die Russische Akademie der Wissenschaften nahm ihn 1909 als korrespondierendes Mitglied auf.

## Schriften (Auswahl)
- Traité de Géologie. A. Colin, Paris 1907/11 (2 Bände in vier Teilen, Band 1).
- Les géosynclinaux et les aires continentales. Contribution a l'étude des transgressions et des regressions maritimes. In: Bulletin Société géologique de France, Serie 3, Band 28 (1900), S. 617–711.